# Clang
Clang er en compiler-frontend for programmeringssprogene C, C++, Objective-C og Objective-C++. Clang anvender LLVM som dets backend og har været en del af LLVM siden LLVM 2.6. 
Clangs mål er at tilbyde et alternativ til GNU Compiler Collection (GCC). Udviklingen foregår i åben kildekode, med deltagelse af adskillige større udviklingsfirmaer, f.eks. Google og Apple. Clang er tilgængelig under licensen University of Illinois/NCSA License.
Clang-projektet omfatter bl.a. Clang-frontenden og en statisk analysator.

## Baggrund
Siden 2005 har Apple anvendt LLVM i større omfang i flere kommercielle systemer, 
inklusive iPhone development kit og Xcode 3.1.